# Nelsan Ellis
Nelsan Ellis (ur. 30 listopada 1977 w Harvey, zm. 8 lipca 2017 w Los Angeles) – amerykański aktor filmowy i telewizyjny, dramaturg. Występował w roli Lafayette’a Reynoldsa w serialu Czysta krew.

## Życiorys
Urodził się w Harvey w stanie Illinois. Po rozwodzie jego rodziców razem z matką przeprowadził się do Bessemer w Alabamie. Przez rok uczęszczał do Jess Lanier High School, następnie do McAdory High School. W wieku 15 lat powrócił do Illinois. W Dolton ukończył Thornridge High School, a także Juilliard School w Nowym Jorku.
Za rolę Lafayette’a Reynoldsa w serialu Czysta krew zdobył wiele nagród (Nagroda Satelita za najlepszą drugoplanową rolę w serialu telewizyjnym (2008), nagroda NewNowNext Awards dla najlepszego aktora (2009), nagroda Ewwy Award dla najlepszego aktora drugoplanowego w serialu dramatycznym (2009)) i nominację do Scream Awards dla najlepszego drugoplanowego aktora w serialu (2009).
Zmarł w wieku 39 lat z powodu niewydolności serca.

## Filmografia
- 2010: Niezwyciężony Secretariat (Secretariat)
- 2009: Talent jako Titus
- 2009: The Soloist jako David Carter
- 2008: The Express jako Will Davis Jr
- 2008–2014: Czysta krew (True Blood) jako Lafayette Reynolds
- 2007: Bez śladu (Without a Trace) jako Deng Nimieri
- 2007: Weronika Mars (Veronica Mars) jako Apollo Bukenya
- 2005: Trespass jako Trespass
- 2005: Warm Springs jako Roy Collier
- 2005: The Inside jako Carter Howard
- 2002: Lost jako Hoffa